# Towarzystwo Przyjaźni Polsko-Islandzkiej

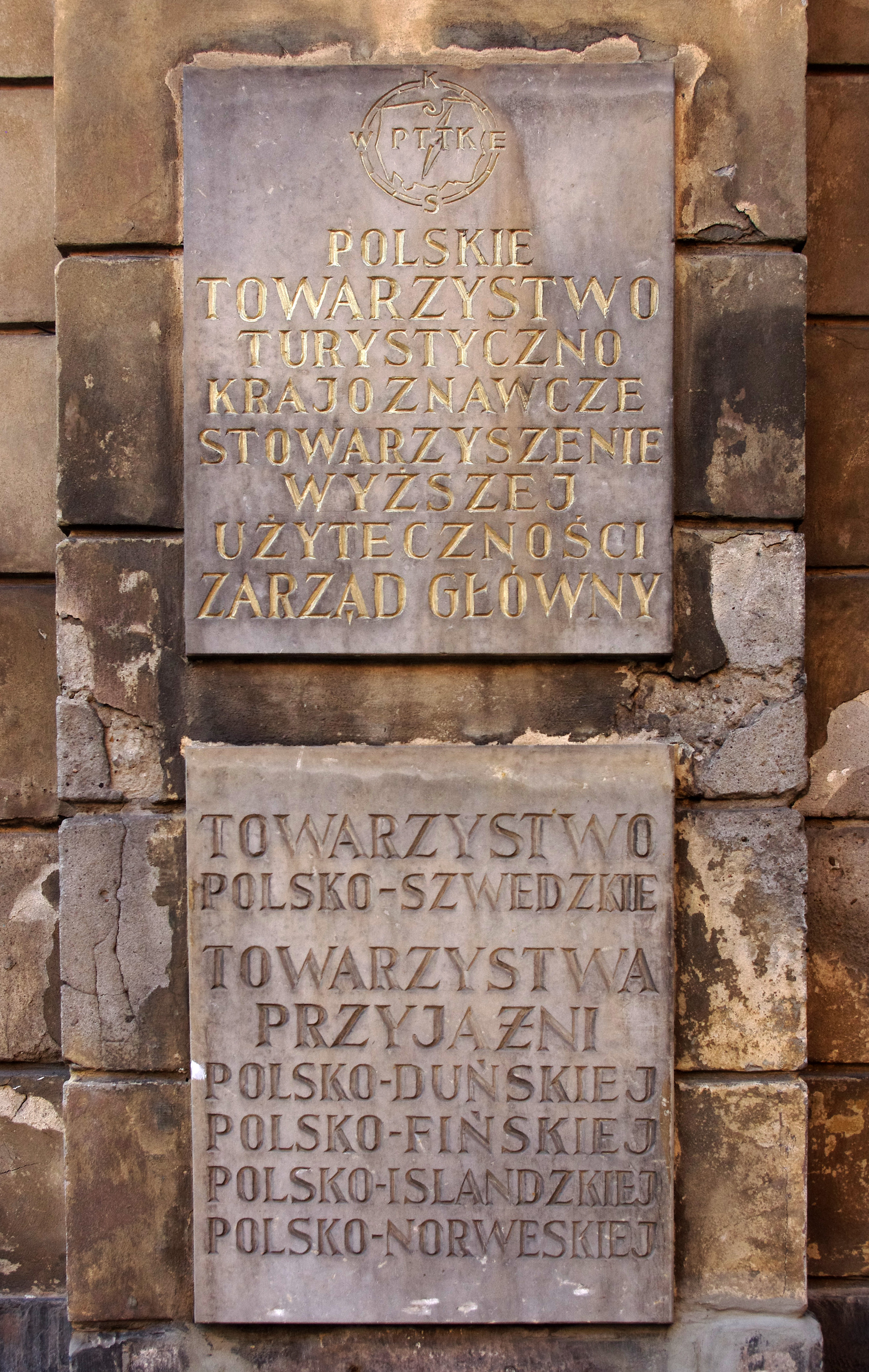
Tablica na siedzibie PTTK i Towarzystwa Przyjaźni Polsko-Islandzkiej na ul. Senatorskiej 11 w Warszawie

Towarzystwo Przyjaźni Polsko-Islandzkiej – założone w 1959 r. przez grupę przedstawicieli nauki i kultury jest stowarzyszeniem ogólnopolskim z siedzibą w Warszawie.
Obecnie członkami towarzystwa (ok. 200 osób), są rozrzuceni po całym kraju sympatycy Islandii: podróżnicy, naukowcy, dziennikarze, ludzie wielu zawodów, studenci oraz młodzież szkolna. Towarzystwo ma charakter czysto kulturowy i utrzymuje się wyłącznie ze składek członkowskich.
TPPI wydaje nieregularnie serię „Materiały o Islandii” – broszury popularnonaukowe oraz kolorowy biuletyn informacyjny „Islandia” (kwartalnik). Przeprowadza spotkania, prelekcje, pokazy filmów, udziela porad turystycznych. Organizuje obchody Święta Narodowego Islandii w czerwcu każdego roku. Swą największą w Polsce biblioteką islandików (ok. 1,5 tys. książek) wspomaga studentów piszących prace kwalifikacyjne i uczniów uczących się geografii. Opiekuje się Islandczykami – ludźmi kultury, sztuki i polityki przybywającymi do Polski. Wspiera także merytorycznie Konsulaty Honorowe Islandii w Polsce. Przez władze Islandii Towarzystwo jest postrzegane jako instytucja kreująca wśród Polaków przyjazną atmosferę dla wyspy i uzupełniająca oficjalne kontakty państwowe.